# Longmen
Longmen  (en chino simplificado, 龙门县; pinyin, Lóngmén xiàn)  es un condado bajo la administración directa de la ciudad-prefectura de Huizhou. Se ubica al este de la provincia de Cantón, en el sur de la República Popular China. Su área es de 2267 km² y su población total para 2018 fue más de 300 mil habitantes.

## Administración
El condado de Longmen  se divide en 10 pueblos que se administran en 2 subdistritos, 7 poblados y 1 villa étnica.

## Toponimia
En la dinastía Ming (1496), las tres ciudades de Xilin, Pingkang y Jinniu en la parte noreste del condado Zengcheng y una pequeña parte del noroeste del condado Boluo se separaron  y se estableció el condado de Longmen cuya sede estaba en Xilin. Longmen era originalmente la región de Shanglongmen (上龙门地区) del condado Zengcheng, por lo que el condado recibió su nombre que significa literalmente "la Puerta del Dragón" .
En la mitología china, Longmen se encuentra en la cima de una cascada que cae de la montaña mágica. La leyenda dice que mientras muchas carpas nadan río arriba contra la fuerte corriente del río, pocas son capaces o lo suficientemente valientes para el salto final sobre la cascada. Si una carpa salta con éxito, se transforma en un poderoso dragón.